# Luninets

Luninets vapen.

Luninets (belarusiska: Лунінец även ryska: Лунинец, historiskt polska: Łuniniec) är en stad i Brests voblast i sydvästra Belarus. Luninets, som för första gången omnämns i ett dokument från år 1449, hade 24 412 invånare år 2016.